# Reichs-Kredit-Gesellschaft
Die Reichs-Kredit-Gesellschaft AG (geläufige Abkürzung ERKA oder RKG) war die Konzernbank der reichseigenen Vereinigten Industrieunternehmungen AG (VIAG).

## Geschichte
1917 wurde ein „Statistisches Büro für Kriegsgesellschaften“ beim Deutschen Reichsschatzamt, dem späteren Deutschen Reichsfinanzministerium zum Ausgleich von Geldüberschuss und Geldbedarf bei den Kriegsgesellschaften errichtet. Zur Abwicklung der Kriegsgesellschaften nach dem Ende des Ersten Weltkrieges 1918 erfolgte die Überführung dieses „Statistischen Büros“ in die Reichs-Kredit- und Kontrollstelle GmbH, wobei das Deutsche Reich sämtliche Geschäftsanteile der GmbH übernahm und sie 1923 auf die VIAG, die am 7. März 1923 in Berlin als Dachgesellschaft für bisher direkt gehaltene, industrielle Beteiligungen des Deutschen Reiches gegründet wurde, übertrug.
1923 erfolgte schließlich die Umfirmierung zur Reichs-Kredit-Gesellschaft mbH, die 1924 in eine Aktiengesellschaft umgewandelt wurde. Direktor wurde Samuel Ritscher. Die Gesellschaft betätigte sich, außer im laufenden Bankgeschäft, vor allem auf den Gebieten des Industrie- und Handelskredits, des Emissionsgeschäfts, der Vermögensverwaltung und der Finanzierung des deutschen Imports und Exports. In den 1930er Jahren entwickelte sie sich zu einer der fünf Berliner Großbanken, hatte jedoch im Gegensatz zu diesen keine Filialen.
Es wurden alljährlich Jahresberichte (Deutschlands wirtschaftliche Lage an der Jahreswende ...) zur wirtschaftlichen Lage Deutschlands herausgegeben.